# Tavo akys
«Tavo akys» (укр. Твої очі) — пісня литовського гурту Katarsis, з якою вони представляли Литву на Пісенному конкурсі Євробачення 2025 в Базелі, Швейцарія.

## Пісенний конкурс Євробачення 2025
28 січня 2025 року відбулося жеребкування, яке визначило, у якому з півфіналів Євробачення змагатиметься кожна країна. За результатами жеребкування Литва потрапила до другого півфіналу, який відбувся 15 травня 2025 року на арені Санкт-Якобсгалле в Базелі, Швейцарія. У своєму півфіналі Литва виступала восьмою і зайняла шосте місце, що дало можливість змагатися у фіналі.